# Lutherkirche (Speldorf)

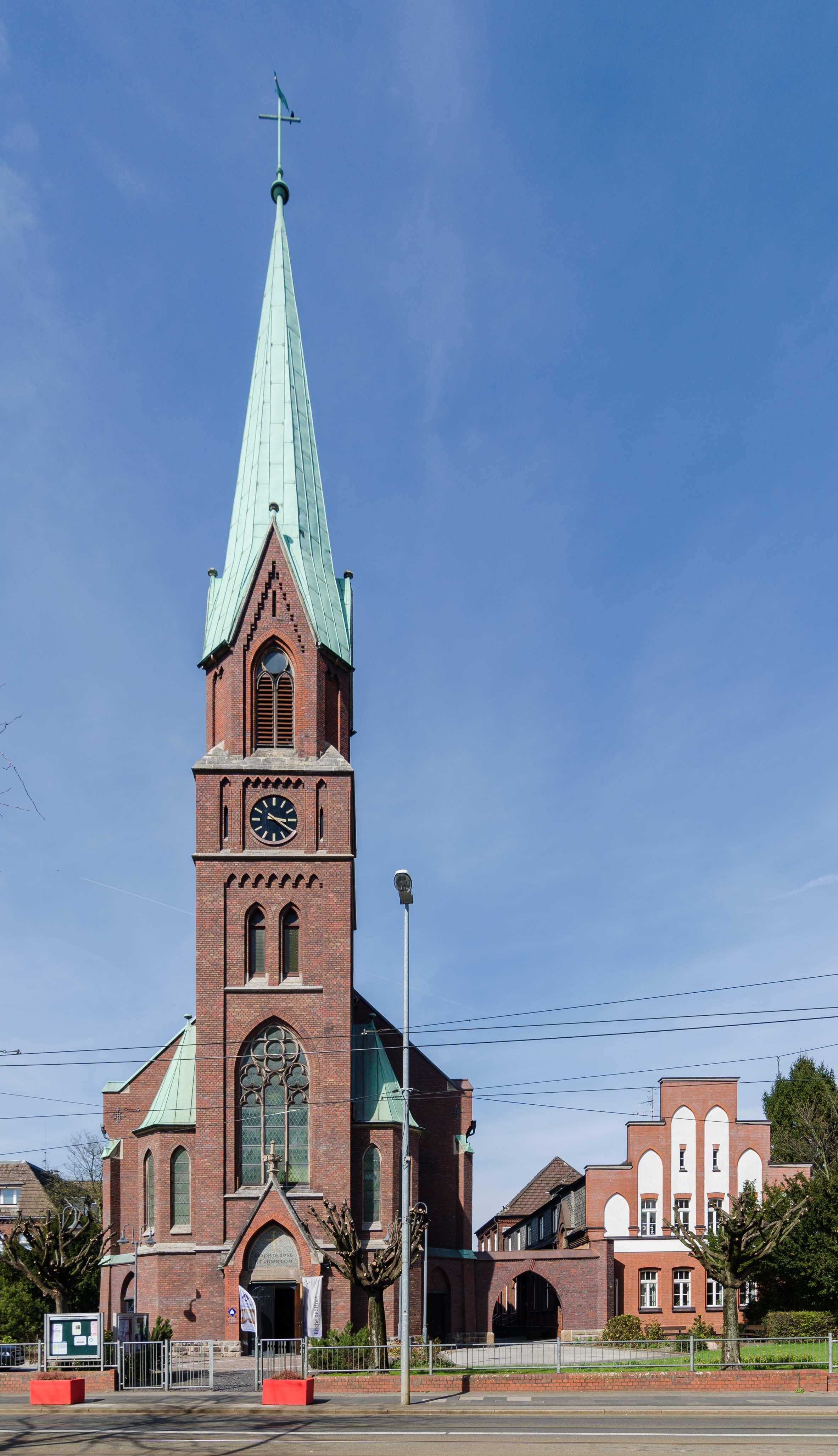
Lutherkirche und Gemeindehaus

Die evangelische Lutherkirche befindet sich an der Duisburger Straße 278 im Stadtteil Speldorf in der nordrhein-westfälischen Stadt Mülheim an der Ruhr. Der Sakralbau wurde 1883 eingeweiht und ist damit die älteste Gottesdienststätte in Speldorf. Die Lutherkirche steht zusammen mit nebenstehenden Gebäude der Kirchengemeinde als Ensemble unter Denkmalschutz. Sie ist eine verlässlich geöffnete Kirche.

## Geschichte
Im Zuge der Industrialisierung stieg die Einwohnerzahl der zuvor ländlichen Region stark an. Die Mülheimer Altstadtgemeinde, zu der Speldorf gehörte, richtete aus diesem Grund Mitte der 1870er Jahre eine eigene Pfarrstelle in Broich-Speldorf ein. Deren neuer Pfarrer Kinzenbach hielt am 9. April 1876 den ersten Gottesdienst in der Schule von Speldorf ab. 1879 zählte die Gemeinde bereits 4500 Mitglieder, sodass die Notwendigkeit einer eigenen Kirche deutlich wurde. 1881 wurde mit der Altstadtgemeinde Mülheims beschlossen, dass Speldorf eine eigene Kirche erhalten sollte. Da zeitgleich auch die Mülheimer Bezirke Styrum und Broich ein eigenes Gotteshaus bekommen sollten, entschloss sich die Kirchengemeinde, alle drei Bauten an demselben Entwurf des Architekten Ernst Roßkothen aus Frankenberg auszurichten. Aufgrund dieser Planung sind die Langhäuser der Lutherkirche, der Gnadenkirche in Heißen und der Immanuelkirche in Styrum in der Konstruktionsweise und Aufteilung nahezu identisch.
Die Grundsteinlegung erfolgte zeitnah nach der Planungsphase am 30. Juli 1882. Es wurde am 22. November 1883 durch den Generalsuperintendenten Wilhelm Baur eingeweiht. Da kein Kirchturm im Entwurf Roßkothens für die drei Sakralbauten vorgesehen war, folgte der Anbau des Turmes erst später. Nach einem Entwurf des Architekten Hütze aus Porta wurde dieser zwischen 1895 und 1896 an der Südseite des Kirchenschiffes errichtet. Zeitgleich wurde der Chor erweitert.
Im Turm hingen ursprünglich drei Bronzeglocken. Zwei von diesen wurden im Ersten Weltkrieg beschlagnahmt und eingeschmolzen. 1923 bekam drei Kirche neue Glocken, die bis 1924 eingebaut wurden. Die hölzerne Orgelempore wurde bereits 1938 umgestaltet. Von 1962 bis 1963 wurde sie durch den Duisburger Architekten Stumpf erneuert. Dies war aufgrund der Statik notwendig, da eine neue Orgel installiert wurde, die bis heute das Instrument der Kirche ist. Bei einer 1983 durchgeführten umfassenden Renovierung erhielt sie die heutige Innenausstattung. Ebenso wurde die Holzdecke, die zuvor verdeckt war, freigelegt und gemäß dem Originalzustand restauriert.
1982 wurde das gesamte Gemeindegelände inklusive der Lutherkirche unter Denkmalschutz gestellt. Der Eintrag als Baudenkmal im städtischen Denkmalverzeichnis unter der Nummer 37 ist auf den 16. Januar 1984 datiert.

## Beschreibung

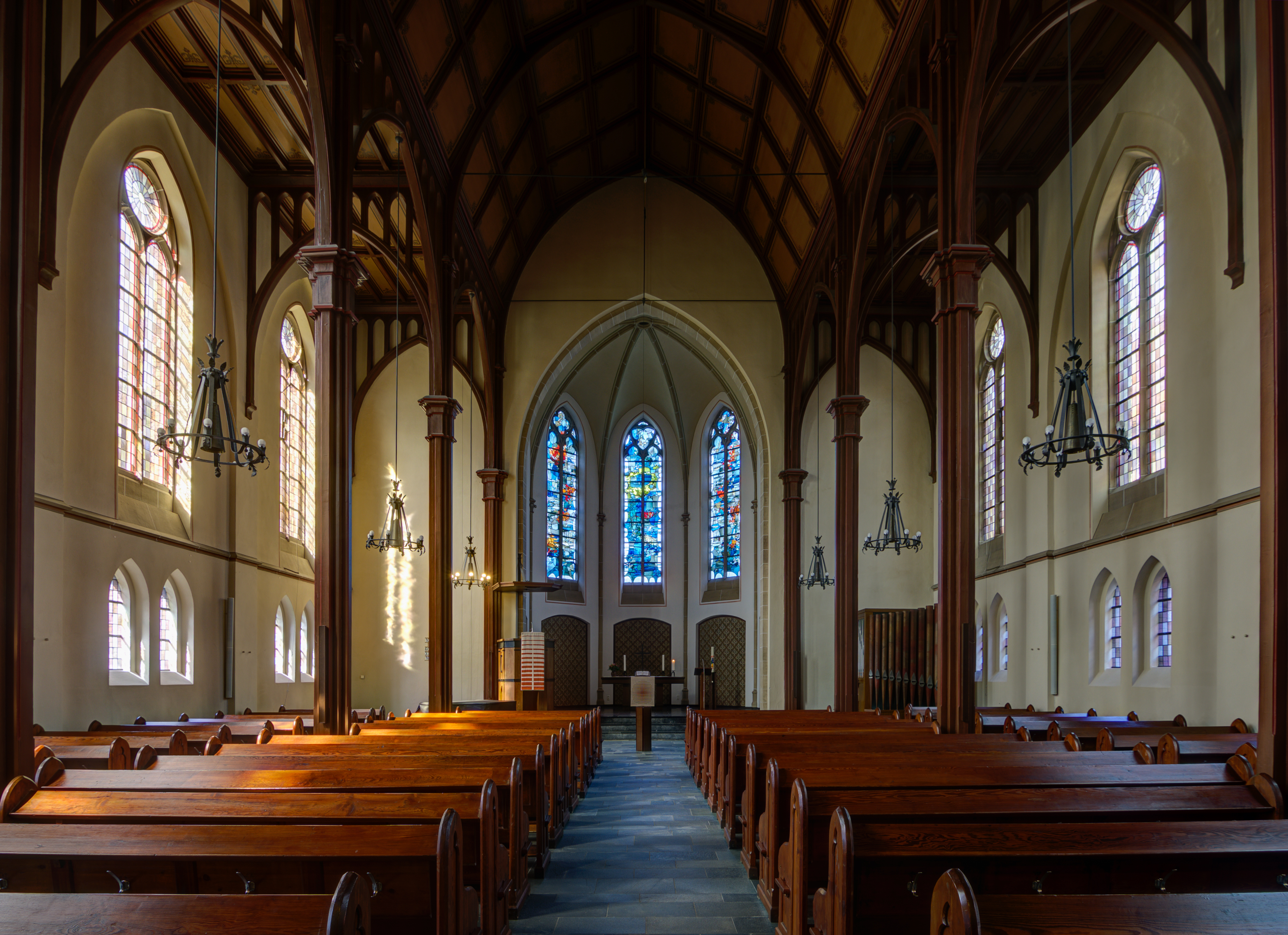
Innenansicht in Richtung des Chors

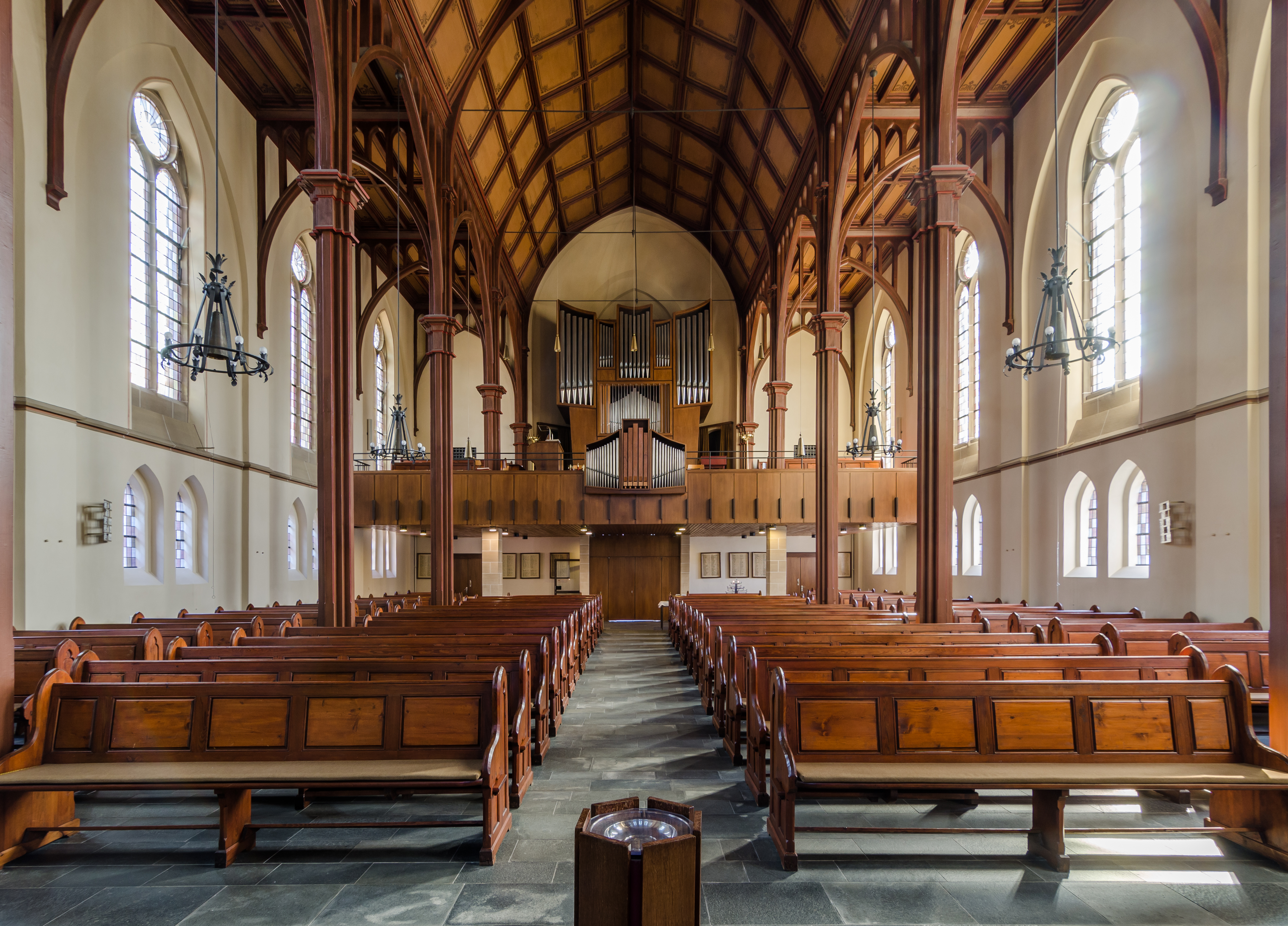
Innenansicht in Richtung der Orgel

Die dreischiffige Kirche wurde im neugotischen Stil aus Backstein errichtet und hat 650 Plätze. Der Grundriss der gesamten Kirche beträgt 37,6 mal 16,76 Meter. Die Höhe des Kirchenschiffs liegt bei 15,90 Metern. 
Der Kirchenraum ist durch durchbrochene hölzerne Arkaden in drei Schiffe unterteilt, die flachdeckigen Seitenschiffe außerdem durch ebenfalls durchbrochene Gurtbögen. Die diese Gewölbe-Andeutungen insgesamt unterhalb der hölzernen Spitztonne des Mittelschiffs liegen, bilden all diese Elemente zusammen eine Pseudobasilika.
Der Kirchturm an der Südseite ist 51,25 Meter hoch. Er besitzt einen Spitzhelm und Maßwerkfenster. Mit seinen verschiedenen Backsteingliederungen und Abstufungen ist die architektonische Ausführung aufwendiger als diejenige des Kirchenschiffs. Das Portal ist in den Turm eingelassen und mit einer Kreuzblume bekrönt. In dessen Tympanon befindet sich ein Mosaik des Kaiserswerther Künstlers Wolf mit dem Schriftzug „Ein feste Burg ist unser Gott“ (Martin Luther).
1939 wurde der Altarraum der Lutherkirche verändert. Der Altar und die direkt östlich anschließende Kanzel wurden aus Holz nach Entwürfen von Otto Schönhagen gefertigt. Aus dieser Zeit stammen auch die schmiedeeisernen Kronleuchter. Im Chor befinden sich in den Nischen außerdem Teppichmalereien, die sich in ihrer Gestaltung an Plänen aus den 1880er Jahren orientieren. Die fünf bunten Chorfenster schuf der Bremer Glasmaler Heinz Lilienthal im Jahr 1969. 1953 wurden die Seitenfenster der Kirche erneuert und 1983 16 der ursprünglichen Fenster in den Seitenschiffen bei einer Renovierung wieder geöffnet, nachdem sie zuvor zugemauert wurden. Die Kirchenbänke sind im Original von 1883 erhalten.
Bemerkenswert für die Lutherkirche ist die Farbigkeit durch die Ausmalungen und das aufgearbeitete Holzwerk. Zu Letzterem zählt neben den Ausstattungsstücken insbesondere die kunstvoll gestaltete Kassettendecke. Die ursprüngliche ornamentale Schablonenausmalung der Holzdecken wurde 1983 in Handarbeit rekonstruiert. Eine weitere Besonderheit des Bauwerks ist der architektonische Erhaltungszustand aus den 1880er Jahren, da es in den Weltkriegen kaum beschädigt wurde.
Im Osten schließt sich das über einen Torbogen verbundene Gemeindehaus Mitte an. Es wurde 1911 ebenfalls in Backstein erbaut und besitzt einen auffälligen Stufengiebel. Es steht genauso unter Denkmalschutz wie das westliche befindliche ehemalige Pfarrhaus an der Lutherstraße 4 aus dem Jahr 1888 sowie die Einfriedung des Gemeindegrundstückes, die 1897 errichtet wurde.

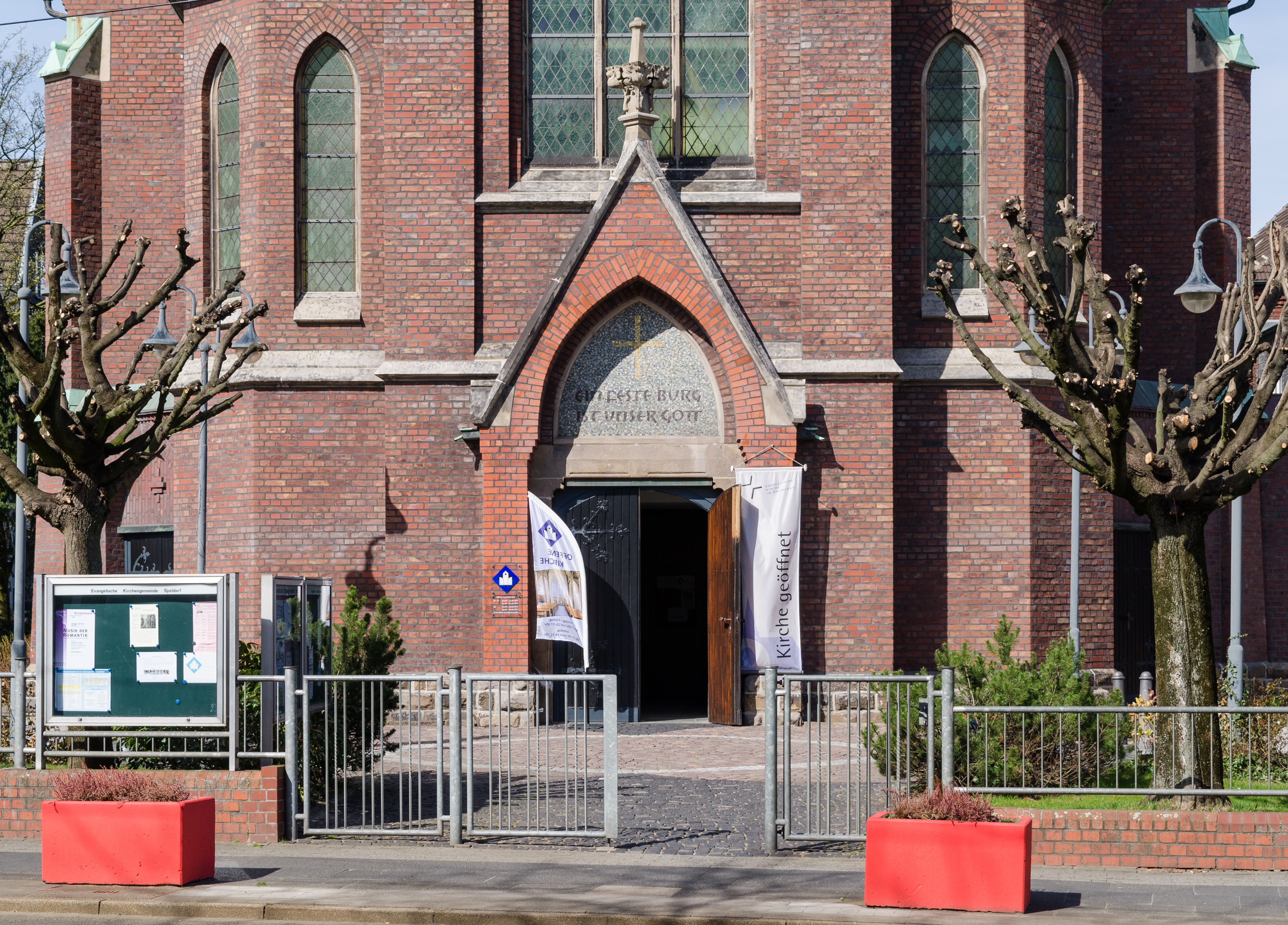
Portal mit Giebelmosaik und Hinweisen zur verlässlich geöffneten Kirche
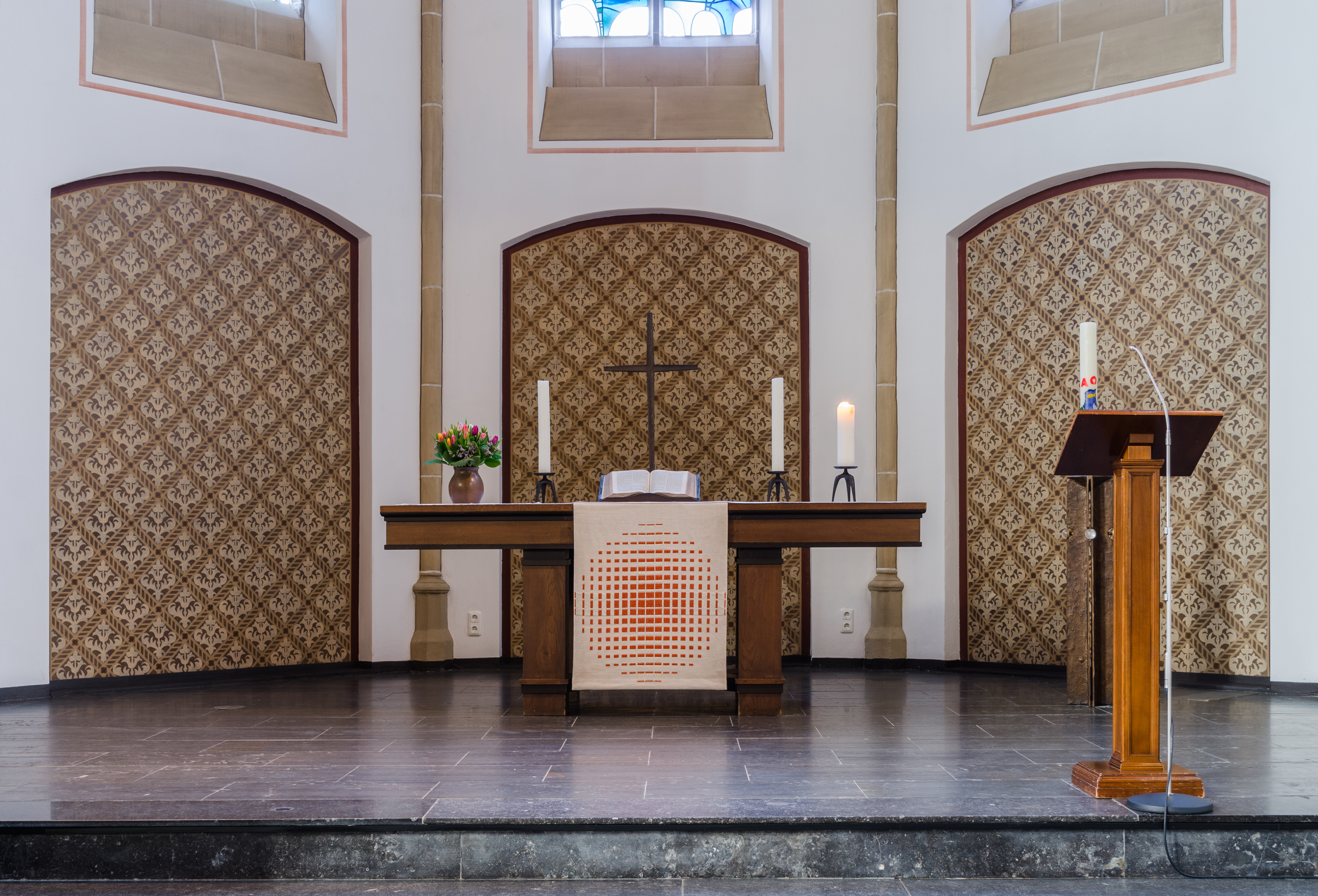
Chor mit Altar (Schönhagen um 1939) und Teppichmalereien
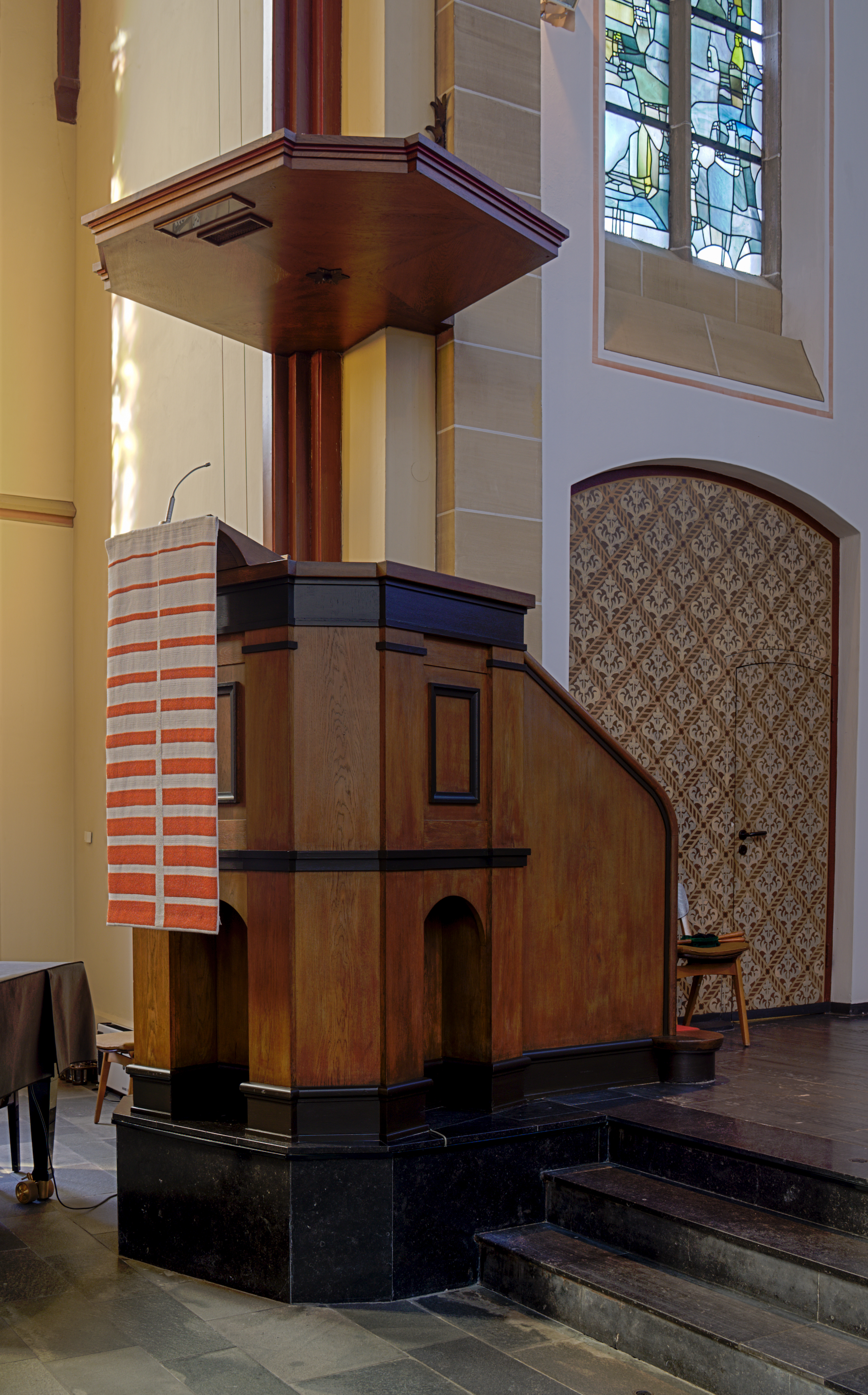
Kanzel (Schönhagen um 1939)

### Orgel

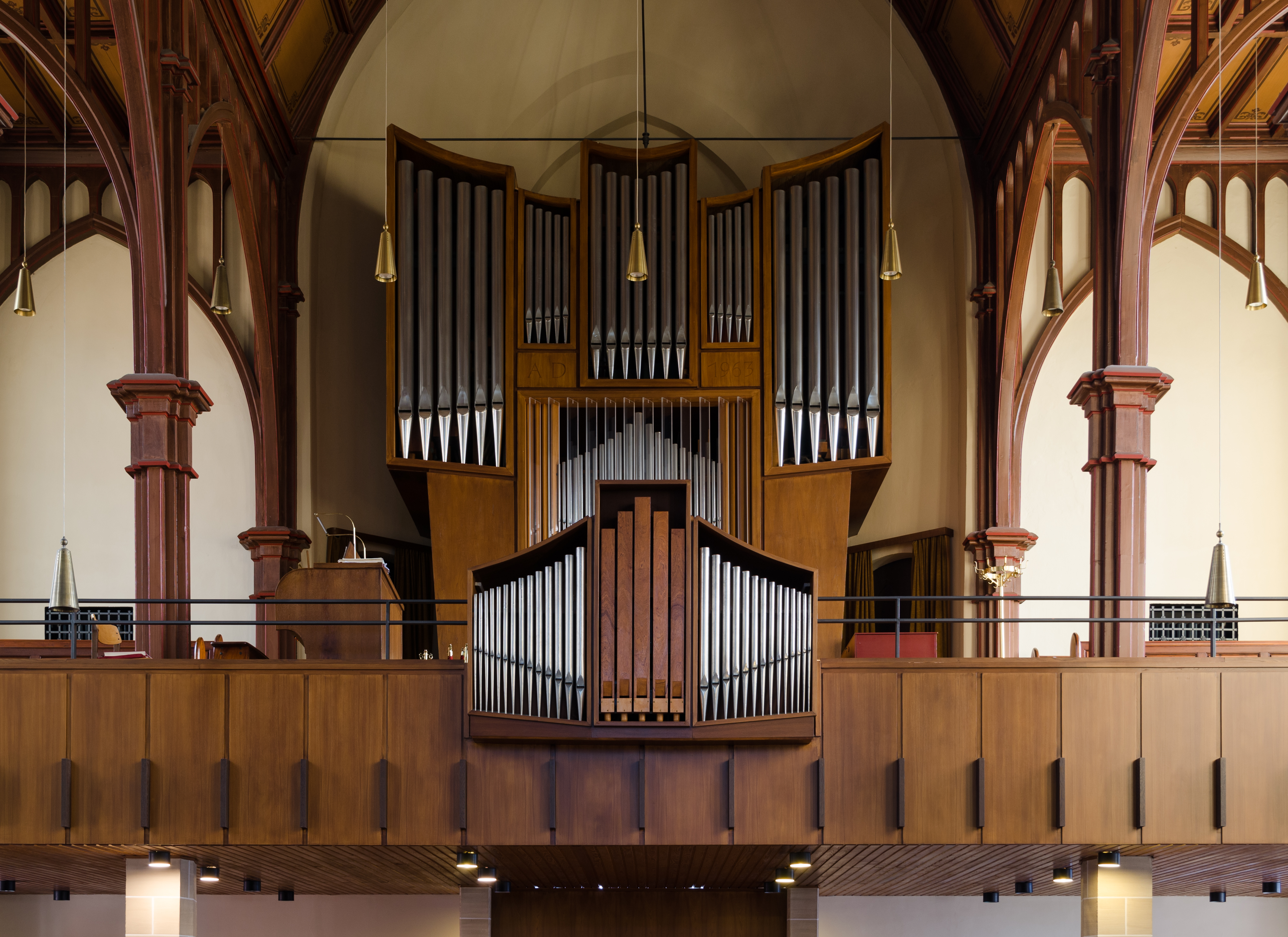
Orgel auf der Empore

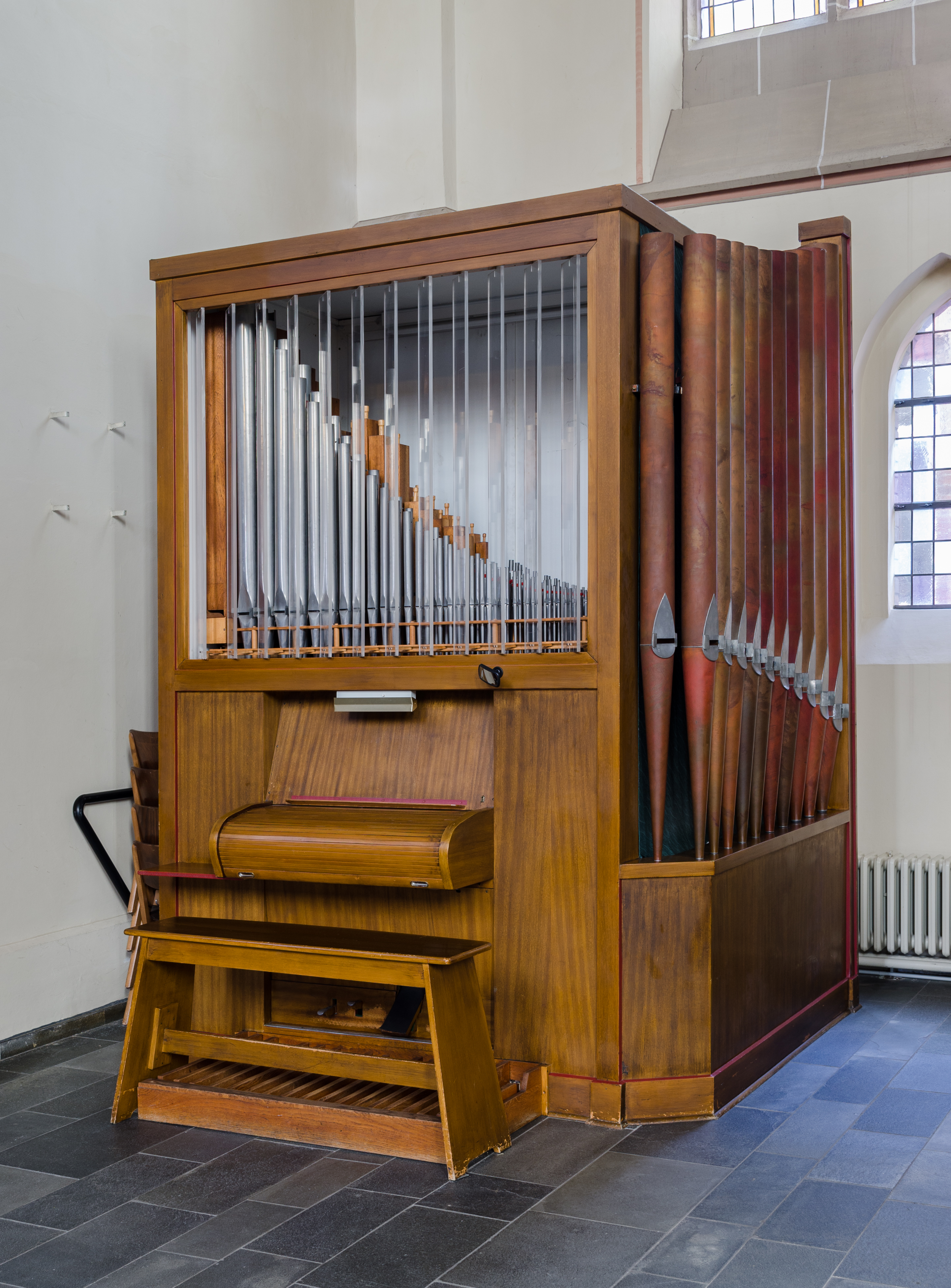
Kleine Orgel von Willi Peter im rechten Seitenschiff

Die große Orgel auf der Orgelempore baute der Kölner Orgelbauer Willi Peter 1963. Sie verfügt über 41 klingende Register, drei Manuale und Pedal mit 3035 Pfeifen. Der Prospekt besteht aus fünf trapezförmigen Flachfeldern, die an der Oberseite leicht nach innen gewölbt sind. Im Mittelfeld des dreiteiligen Rückpositivs sind fünf hölzerne Pfeifen integriert. Der Spieltisch ist links von der Orgel quer aufgestellt. Im Jahr 2016 wurde die Orgel renoviert und die Elektrik durch Stephan Oppel überholt. Die Orgel hat eine elektrische Spiel- und Registertraktur. Die Disposition lautet:
| I Rückpositiv C–g3       |       |
| Musiziergedackt          | 8′    |
| Quintade                 | 8′    |
| Gedackt-Pommer Nachthorn | 4′    |
| Überblasende Gemsquinte  | 1 ⁄3′ |
| Scharffzimbel III        | 1⁄2′  |
| Vox humana               | 8′    |
| Tremulant                |       |

| II Hauptwerk C–g3      |        |
| Rohrpommer             | 16′    |
| Prinzipal              | 8′     |
| Singend Nachthorn      | 8′     |
| Oktave                 | 4′     |
| Rohrtraverse           | 4′     |
| Schwiegel              | 2 ⁄3′  |
| Oktave                 | 2′     |
| Überblasende Rohrflöte | 2′     |
| Terz                   | 1 3⁄5′ |
| Mixtur VI–VII          | 2′     |
| Basson-Schalmey        | 16′    |

| III Schwellwerk C–g3  |                |
| Rohrflöte             | 8′             |
| Weidenpfeife          | 8′             |
| Oktave                | 4′             |
| Spitzflöte            | 4′             |
| Doppeloktave II       | 2′             |
| Septade               | 2′             |
| Sesquialtera II       | 2 ⁄3′ + 1 3⁄5′ |
| Überblasende Sifflöte | 1′             |
| Zimbelmixtur V–VI     | 1 ⁄3′          |
| Rohrkrummhorn         | 16′            |
| Clarino               | 8′             |
| Musette               | 8′             |
| Tremulant             |                |

| Pedal C–f1           |       |
| Untersatzgedeckt     | 16′   |
| Barem                | 16′   |
| Oktavbass            | 8′    |
| Trichtergedackt      | 8′    |
| Gemshorn             | 4′    |
| Überblasender Dolcan | 2′    |
| Rauschpfeife III     | 5 1⁄3 |
| Mixtur V             | 2 ⁄3  |
| Posaune              | 16′   |
| Feldtrompete         | 4′    |

1997 wurde eine kleine einmanualige Orgel desselben Orgelbauers aus dem früheren Gemeindehaus West vorne rechts in der Kirche aufgestellt. An der rechten Seite des Instruments sind einige Pfeifen aus Kupfer angebracht.

### Kirchenglocken
Die drei gusseisernen Glocken von 1924 verfügen über Inschriften:
| Ton | Inschrift                        | Durchmesser |
| --- | -------------------------------- | ----------- |
| cis | „Allein Gott in der Höh sei Ehr“ | 1,57 m      |
| e   | „Ein feste Burg ist unser Gott“  | 1,38 m      |
| fis | „Himmelan geht unsre Bahn“       | 1,26 m      |